# Juan Francisco Larrobla
Juan Francisco de Larrobla Pereyra (Montevideo, Gobernación del Río de la Plata, 9 de enero de 1775 - Canelones, Uruguay, 5 de julio de 1842). Sacerdote uruguayo, presidente de la Sala de Representantes de la Provincia Oriental que declaró las tres leyes fundamentales del 25 de agosto de 1825.

## Familia
Hijo de Francisco de Larrobla, nacido en Puebla Gordón (Asturias, España) y de María Rosa Pereyra, nacida en Buenos Aires (Gobernación del Río de la Plata, Imperio Español). Fue bautizado en la Iglesia Matriz de Montevideo el mismo día de su nacimiento.
Sus padres se habían casado el 18 de julio de 1763 y tuvieron diez hijos, de los cuales Juan Francisco fue el séptimo. Su hermana mayor, Jacoba (1764-1839), casada con Juan Fernández, fue madre del Pbro. Lorenzo Antonio Fernández. El penúltimo de los hermanos, Luis de la Robla, fue militar y primer administrador de los servicios postales del Uruguay.

## Estudios y ordenación sacerdotal
En 1793 estudia Gramática y en 1794 cursa el segundo año de Filosofía. En 1796-1797 estudia en el Real Colegio de San Carlos de Buenos Aires. Concluye los estudios de Teología en la histórica Universidad de Córdoba hacia 1798 y fue allí ordenado sacerdote antes de 1800, ya que ese año aparecen registros de su actividad como sacerdote, bautizando en la Iglesia Matriz de Montevideo.

## Actuación eclesiástica
El 10 de enero de 1807 el Virrey Rafael de Sobremonte lo nombra capellán de los Voluntarios de Caballería de Montevideo. En 1808 se encuentra en Buenos Aires, como Teniente del Capellán Mayor, Pbro. Bartolomé Muñoz, en el Batallón de Infantería. Permaneció en ese servicio como capellán castrense durante los dos sitios de Montevideo, manteniéndose fiel al Rey, aunque algunos afirman que ya, ocultamente, simpatizaba con la revolución rioplatense.
Cuando en 1814 Carlos María de Alvear entra victorioso en Montevideo, Larrobla recibe la orden de exilio, pero el propio José Artigas suspende dicha orden el 23 de noviembre de 1815. 
Es nombrado cura vicario de San José de Mayo en septiembre de 1814, permaneciendo allí hasta 1819 o 1825. Dámaso Antonio Larrañaga, en su Diario de Viaje de Montevideo a Paysandú anota el 3 de junio de 1815 al visitar San José:

Pasamos en la casa del cura, en donde su teniente y condiscípulo, don Juan Francisco Larrobla, por ausencia del Cura, nos recibió y tenía ya el almuerzo pronto de té con leche y unos pollos asados, los que unidos a una buena fritada de huevos y chorizos, que ya en otra parte tenía dispuesto nuestro Regidor, con buen pan y vino, nos sirvió de comida hasta la noche.

En 1819 o 1825 se hizo cargo de la parroquia Nuestra Señora de Guadalupe (hoy Canelones). Contaba como Teniente Cura con su sobrino, el Pbro. Lorenzo Antonio Fernández.

## Actuación pública
Integró el Consejo Elector durante la Provincia Cisplatina. En mayo de 1825 fue delegado, con amplios poderes, por Fructuoso Rivera y Juan Antonio Lavalleja para tratar asuntos políticos con el General Carlos Federico Lecor.
En junio de 1825 el Gobierno Provisorio, instalado en la villa de San Fernando de la Florida, envió una circular convocando a elecciones para integrar la Sala de Representantes de la Provincia Oriental. Larrobla fue elegido como representante de Guadalupe (Canelones). El 18 y 19 de agosto la Sala realizó dos sesiones preparatorias y se instaló el 20 de agosto, cumpliendo un primer período de sesiones hasta el 6 de septiembre de ese año. Larrobla fue elegido presidente de la Sala y por ello le correspondió la lectura pública de las actas del 25 de agosto de 1825 en la Piedra Alta, conocidas como «Declaratoria de la independencia», «de la Florida» o «de la Piedra Alta».
El 2 de diciembre de 1828, la Asamblea General Constituyente y Legislativa del Estado, instalada en San José de Mayo el 24 de noviembre, se trasladó a Canelones. Joaquín Suárez ejercía como Gobernador Provisorio supliendo al General José Rondeau. El 16 de diciembre se aprobó el decreto-ley de creación del pabellón nacional. Larrobla, párroco de Nuestra Señora de Guadalupe, bendijo la bandera en el templo y la izó ante el pueblo congregado en la plaza.
El 18 de julio de 1830, día en que se juró la Constitución del entonces Estado Oriental del Uruguay, Larrobla presidió en Canelones el acto de la jura que se realizó en el templo parroquial.
Fue Senador suplente por el  departamento de Canelones en la Primera Legislatura del Uruguay, desde el 17 de noviembre de 1830 al 15 de junio de 1833.

## La construcción del nuevo templo de Canelones
Terminado su tiempo de actuación pública, en el que Larrobla no abandonó su parroquia, se dedicó intensamente a la construcción de la nueva Iglesia parroquial. La piedra fundamental había sido colocada por el párroco anterior, Tomás Javier de Gomensoro, el 13 de octubre de 1816. En agosto de 1835 Larrobla escribía al vicario apostólico Larrañaga que las obras se encontraban muy adelantadas. La iglesia ya poseía “mucho adorno de cornisas y capiteles”. El párroco pensaba que los revoques interiores se terminarían en noviembre y que todas las obras se concluirían en 1836. No obstante, ese mismo año, su Teniente Cura, Lorenzo Antonio Fernández, quedó encargado de la parroquia.

## Muerte
En 1838 Larrobla, que padecía de asma, se sentía mal de salud. Declaraba no abrigar muchas esperanzas “de ver concluida y colocada la nueva iglesia, principal motivo que me tiene aquí”. 
Por ese entonces Larrobla se había resistido a que se creara la parroquia de Pando, que contaba con una capilla. La población de Canelones iba disminuyendo considerablemente. La parroquia contaba con tres tenientes curas.
Falleció sin ver concluida la obra del templo, a las cinco de la mañana del 5 de julio de 1842, después de guardar siete días de cama, habiendo recibido los últimos Sacramentos y dejado testamento, y a pocos días de haber sido nombrado Cura de Las Piedras, cargo que no llegó a asumir. Fue enterrado en Canelones.
Su sucesor en Canelones fue el Dr. José Vicente Agüero, que estuvo poco en el curato, y tendría después destacada actuación en la política argentina, en la Provincia de Córdoba.